# Catharina ter Braake
Catharina Ter Braake (Países Bajos, 19 de diciembre de 1913-20 de junio de 1991) fue una atleta neerlandesa especializada en la prueba de 80 m vallas, en la que consiguió ser medallista de bronce europea en 1938.

## Carrera deportiva
En el Campeonato Europeo de Atletismo de 1938 ganó la medalla de bronce en los 80 m vallas, llegando a meta en un tiempo de 11.8 segundos, tras la italiana Claudia Testoni que con 11.6 segundos batió el récord del mundo, y la alemana Lisa Gelius.